# Hoàng Kinh Hán
Hoàng Kinh Hán (tiếng Anh: Ng Chin Han hay Chin Han) (sinh ngày 27 tháng 11 năm 1969), là nam diễn viên người Mỹ gốc Singapore.
Hoàng từng vào vai Lau trong The Dark Knight (2008), Tenzin trong 2012 (2009). Năm 2014, anh vào vai Jia Sidao trong loạt phim truyền hình Marco Polo.

## Thời thơ ấu
Ông đã có sự nghiệp kéo dài hơn 20 năm. Ông đã đạt được sự ca ngợi rộng rãi trong khi tham gia Masters of the Sea, bước đột phá đầu tiên của truyền hình Singapore vào phim truyền hình bằng tiếng Anh.
Masters of the Sea,
Hoàng đã gia nhập vào ngành điện ảnh Hollywood trong những năm gần đây với 3 Needles. Ông cũng diễn xuất hiện trong The Dark Knight trong vai Lau, và trong phim 2009 của Roland Emmerich có tựa 2012 trong vai Tenzin. Hoàng tham gia diễn xuất trong bộ phim Restless trong vai TS Lee năm 2011, tiếp theo là một lượt trong bộ phim phim của Steven Soderbergh có tựa Contagion với vai trò dịch tễ học Sun Feng. Năm 2012, ông đóng vai chính trong tập phim Making Angels" của Fringe, và sau đó đóng vai sứ giả Trung Quốc Zheng Min trong bốn tập cuối của ABC Last Resort. Năm 2014, ông đóng vai Jia Sidao trong Marco Polo.

## Danh sách phim

### Điện ảnh
| Năm  | Tên                                 | Vai          | Ghi chú |
| ---- | ----------------------------------- | ------------ | ------- |
| 1998 | Blindness                           | Daniel Hong  |         |
| 2005 | 3 Needles                           |              |         |
| 2008 | The Dark Knight                     | Lau          |         |
| 2009 | 2012                                | Tenzin       |         |
| 2011 | Restless                            |              |         |
| 2011 | Contagion                           | Sun Feng     |         |
| 2013 | The Sixth Gun                       | Chow         |         |
| 2013 | Final Recipe                        | David Chan   |         |
| 2014 | Captain America: The Winter Soldier |              |         |
| 2016 | Independence Day: Resurgence        |              | [ 5 ]   |
| 2017 | Ghost in the Shell                  | Togusa       |         |
| 2018 | Skyscraper                          | Zhao Long Ji |         |